# Julien Vermote
Julien Vermote (ur. 26 lipca 1989 w Kortrijk) – belgijski kolarz szosowy.

## Osiągnięcia
Opracowano na podstawie:

2006
- 1. miejsce w klasyfikacji młodzieżowej Internationale Junioren Driedaagse
- 1. miejsce w Flanders-Europe Classic
- 3. miejsce w mistrzostwach Belgii juniorów (jazda indywidualna na czas)

2007
- 1. miejsce w Flanders-Europe Classic
- 1. miejsce w Sint-Martinusprijs Kontich
- 2. miejsce w Ronde van Vlaanderen juniorów
- 1. miejsce na 1. etapie Keizer der Juniores

2008
- 1. miejsce na 2. etapie Le Triptyque des Monts et Châteaux (jazda indywidualna na czas)

2009
- 2. miejsce w Tour Du Haut Anjou International
  - 1. miejsce na 2. etapie (jazda indywidualna na czas)
- 1. miejsce w mistrzostwach Belgii do lat 23 (jazda indywidualna na czas)

2010
- 3. miejsce w Zellik–Galmaarden
- 3. miejsce w Grand Prix Criquielion

2012
- 1. miejsce w Dwars door West-Vlaanderen
  - 1. miejsce w klasyfikacji młodzieżowej

2013
- 3. miejsce w mistrzostwach Belgii (jazda indywidualna na czas)

2014
- 1. miejsce na 7. etapie Tour of Britain

2016
- 1. miejsce na 2. etapie Tour of Britain

## Rankingi
| Rok             | 2008 | 2009 | 2010 | 2011 | 2012 | 2013 | 2014 | 2015 | 2016 | 2017 | 2018 | 2019  | 2020 | 2021 | 2022  | 2023 | 2024  |
| --------------- | ---- | ---- | ---- | ---- | ---- | ---- | ---- | ---- | ---- | ---- | ---- | ----- | ---- | ---- | ----- | ---- | ----- |
| UCI World Tour  |      |      |      | -    | -    | -    | 227. | -    | -    | 223. | 199. |       |      |      |       |      |       |
| World Ranking   |      |      |      |      |      |      |      |      | 587. | 470. | 465. | 1105. | 699. | -    | 1749. | -    | 1843. |
| UCI Europe Tour | 974. | 375. | 424. |      |      |      |      |      | 356. | 466. | 538. | 783.  | 561. | -    | 1146. | -    | -     |
| UCI Asia Tour   | -    | -    | -    |      |      |      |      |      | -    | -    | 545. |       |      |      |       |      |       |
|                 |      |      |      |      |      |      |      |      |      |      |      |       |      |      |       |      |       |
| Źródło: UCI     |      |      |      |      |      |      |      |      |      |      |      |       |      |      |       |      |       |